# Cazenave-Serres-et-Allens
Cazenave-Serres-et-Allens ist eine französische Gemeinde mit 61 Einwohnern (Stand 1. Januar 2022) im Département Ariège in der Region Okzitanien. Sie gehört zum Département Ariège und zum Kanton Sabarthès.
Nachbargemeinden sind Mercus-Garrabet im Nordwesten, Saint-Paul-de-Jarrat im Norden, Freychenet im Nordosten, Montferrier im Osten, Caychax-et-Senconac im Südosten, Verdun im Süden, Ornolac-Ussat-les-Bains im Südwesten und Arnave im Westen.

## Bevölkerungsentwicklung
| Jahr      | 1962 | 1968 | 1975 | 1982 | 1990 | 1999 | 2008 | 2015 |
| --------- | ---- | ---- | ---- | ---- | ---- | ---- | ---- | ---- |
| Einwohner | 49   | 38   | 25   | 28   | 30   | 49   | 48   | 47   |